# Topònims de Claverol
Llista de topònims del territori del poble de Claverol, de l'antic terme municipal del mateix nom, actualment integrat en el de Conca de Dalt, del Pallars Jussà, presents a la Viquipèdia.

## Edificis

### Borda
- Borda del Vinyer de Boixareu

### Canals
- Canal de Sossís

### Castells
- Castell de Claverol

### Centrals hidroelèctriques
- Central hidràulica de Sossís

### Esglésies

#### Romàniques
| - Sant Aleix de Claverol | - Mare de Déu de la Serreta |  |  |

#### D'altres èpoques
| - Sant Cristòfol de Claverol | - Santa Llúcia de Claverol | - Sant Antoni del Pont de Claverol | - Mare de Déu del Socors |

## Masies (pel que fa als edificis)
- Casa Motes

## Ponts
- Pont de Claverol

## Geografia

### Cavitats subterrànies
- Coves de Gairat

### Clots
- Els Esclotassos

### Corrents d'aigua
| - Barranc de Claverol | - Barranc de la Font d'Artic |  |  |

### Diversos
| - Guinea | - Mont del Mestre | - Lo Rengar de Motes | - Vernedes |

### Entitats de població
| - Claverol | - El Pont de Claverol |  |  |

### Masies (pel que fa al territori)
- Casa Motes

### Muntanyes
| - Roc de les Cases - Claverol | - Roc de les Creus - Roc de Llenasca | - Tossal de Montserè - Cap de Roc de Sant Martí | - Roc de Santa - Tossal de Sant Martí |

### Obagues
- Obac de Claverol

### Partides
| - La Berca - Gairat | - Els Monts - Obac de Claverol | - Pales de Claverol - Los Seixos | - Serrat des Caus - Vinyer de Boixareu |

### Roques
- Rocs de Gairat

### Serres
| - Canarill de Claverol | - Serrat des Caus | - La Serra |  |

### Solanes
| - Solà de Claverol | - Solà de Santa |  |  |

### Vies de comunicació
| - El Camí Vell - Camí vell de Pessonada a Hortoneda - Camí de la Pobla de Segur al Llac | - Camí de Sossís - Carretera de Claverol | - Carretera d'Hortoneda - Carretera LV-5182 | - Carretera de Sossís - Pista de Sossís |